# 臺中市立黎明國民中學
臺中市立黎明國民中學（簡稱黎明國中）為臺中市南屯區的一所市立國民中學，緊鄰黎明新村、黎明派出所 （页面存档备份，存于）與黎明國小旁，位於行政院中部聯合服務中心對面，原址為臺中市南屯區黎明路二段525號，現址為臺中市南屯區干城街88號。

## 校史
- 1966年8月，奉命籌設校。初以「台中市立一中分部」名義招生。
- 1968年，定名為「臺中市立第八國民中學」，並遷至黎明路二段舊校址興建校舍上課，續招收國中新生11班。
- 1971年7月1日，更名「臺中市立黎明國民中學」。
- 1997年奉命附設國民中學補習學校。
- 2001年8月成立一般智能資優班。
- 2005年成立體育資優班，2007年改為普通體育班。
- 2014年10月24日，完成老舊校舍改建及新校舍興建，同時舉行落成啟用典禮，並且將新校址遷至干城街。
- 2016年9月9日，黎明國中獨立式圖書館正式宣布完工並舉行啟用典禮。
- 2024年9月6日，社團項目進行大更動，國二同學叫苦連天。

## 歷任校長
1. 徐滌元：1968年6月－1969年8月
2. 任宗堯：1969年8月－1973年5月
3. 黃呈坤：1973年5月－1978年8月
4. 王朝庭：1978年8月－1986年3月
5. 莊敏雄：1986年3月－1992年9月
6. 許中興：1992年9月－1996年2月
7. 徐惠東：1996年2月－2000年2月
8. 張世村：2000年2月－2001年8月
9. 宋一芬：2001年8月－2006年8月
10. 許顏輝：2006年8月－2015年8月
11. 張梅鳳：2015年8月－2022年7月
12. 黃貴連：2022年8月－現任

## 學區
- 西屯區
  - 潮洋里：第2-9、11-21鄰及第1鄰中港路以南
  - 福和里：第1鄰
  - 龍潭里：全里
- 南屯區
  - 三和里：第1-11、13-21、23-30鄰
  - 黎明里：全里
  - 新生里：第1-5鄰
  - 三義里：第1-9、11-22鄰
  - 三厝里：第1鄰五權西路以南

## 外部連結
- 台中市黎明國中 | 首頁 （页面存档备份，存于）
- 台中市黎明國中廣播社正午饗宴
- 黎明國中30年樂隊班傳承 普通班零基礎玩管樂 （页面存档备份，存于）
- 黎明國中生命鬥士楊侑穎 | 校園攝影
- 影／全班放棄奪冠 圓腦麻生大隊接力夢 最後一棒感動全場 | 三立新聞